# DJ St. Paul
DJ St. Paul is de artiestennaam van Paul Nederveen (Winterswijk, 1975).

## Loopbaan
In Nijmegen begon zijn carrière bij de Swing. Vanaf 1998 begon hij in Tivoli te Utrecht de dansavond 'Pop-O-Matic'. Andere projecten van St. Paul zijn 'Helter Skelter', 'Hang the DJ' en 'De Avond van het Kippenvel'. Daarnaast was hij een regelmatig terugkerende gast in Rotown, 013, Doornroosje, De Verkadefabriek en in het 3FM-radioprogramma MetMichiel van Michiel Veenstra.
Tevens wordt hij sinds jaren geboekt op festivals als Motel Mozaique, Lowlands, Best Kept Secret, Nederlands Film Festival en Into the Great Wide Open.
Een paar maanden lang was hij ook de vaste muzikale gast van Paul De Leeuw in het dagelijkse praatprogramma MaDiWoDoVrijdagshow.
Vanaf november 2008 presenteerde hij wekelijks het radioprogramma Fine Fine Music op KX Radio.
Pieces of Tomorrow is een ander concept in TivoliVredenburg waar St. Paul een belangrijke rol in speelde. Hij draaide platen en introduceerde en onderhield zich met dirigent en Radio Filharmonisch Orkest. Tijdens deze avonden werd een brug geslagen tussen pop en klassiek.
In 2014 begon St. Paul begonnen met No More Heroes, waarbij iconen uit de popmuziek uitgediept en vooral gevierd werden. Hoogtepunten waren edities rondom Daft Punk (met Nuno Dos Santos), David Bowie (met Joost van Bellen), The Smiths (met Gijsbert Kamer) en Kanye West (met Deejay Prime en Akwasi).
Tijdens Lowlands 2017 ging het concept De Linkse Kerk in première: iconische muziek voor de 'ongewone Nederlander'. Samen met Joost van Bellen en Michiel Peeters draaide St. Paul rock-'n-roll in alle soorten en maten. Vanaf 5 februari 2019 presenteert hij elke dinsdagavond St. Paul's Boutique op KINK.

## Discografie

### Albums
| Jaar          | Titel                                                              | Uitgever             | Bijzonderheden                  |
| ------------- | ------------------------------------------------------------------ | -------------------- | ------------------------------- |
| 28 april 2006 | Soul Clap                                                          | Universal            | dubbel-cd (2e cd: DJ Leroy Rey) |
| 2006          | Everything After All                                               | Excelsior Recordings | samenstelling                   |
| 2010          | Extravaganza VII: Operatie Lowlands Mixtape (Hosted by Jack Parow) | Top Notch            | gemixt                          |

## Optredens (selectie)
| Jaar                 | Locatie                                                           | Bijzonderheden |
| -------------------- | ----------------------------------------------------------------- | -------------- |
| 1998 tot heden       | Avond van het Kippenvel (Nijmegen/Utrecht)                        | eigen concept  |
| 1998 tot heden       | Pop-O-Matic in Tivoli (Utrecht)                                   | eigen concept  |
| 1998-2008, 2010-2011 | Lowlands                                                          |                |
| 2002                 | Holland Festival                                                  |                |
| 2002-2003, 2011      | Pinkpop                                                           |                |
| 2005, 2007, 2010     | Eurosonic                                                         |                |
| 2005-2006            | Haldern Pop (Duitsland)                                           |                |
| 2005-2006, 2010      | Motel Mozaïque                                                    |                |
| 2006 tot heden       | Helter Skelter (Rotterdam, Amsterdam, Nijmegen)                   | eigen concept  |
| 2007                 | Boekenbal (Amsterdam)                                             |                |
| 2008-2010            | International Film Festival Rotterdam (Amsterdam)                 |                |
| 2008 tot heden       | Wekelijks radioprogramma Fine Fine Music bij KX Radio             |                |
| 2009-2010            | Oerol                                                             |                |
| 2009-2010            | Into the Great Wide Open                                          |                |
| 2010                 | 3FM Awards                                                        |                |
| 2010                 | In dagelijks praatprogramma MaDiWoDoVrijdagshow van Paul de Leeuw |                |
| 2011, 2014           | Tweewekelijkse 'Met Michiel Mixtape' voor 3FM                     |                |
| 2013 tot heden       | Programmering en Hosting Stage FOUR op Best Kept Secret           |                |

## Voorprogramma van (selectie)
| Jaar        | Locatie                  | Artiest           |
| ----------- | ------------------------ | ----------------- |
| 2002        | Rotterdamse Schouwburg   | Belle & Sebastian |
| 2004        | Muziekcentrum Vredenburg | Air               |
| 1 juli 2007 | Ahoy Rotterdam           | James Brown       |
| 2007        | Heineken Music Hall      | Arcade Fire       |
| 4 juli 2010 | Westerpark (Amsterdam)   | Anouk             |
| 2013        | GelreDome                | Anouk             |